# Neodontocryptus brillantus
Neodontocryptus brillantus là một loài tò vò trong họ Ichneumonidae.